# Egor'evskij rajon (Oblast' di Mosca)
Lo Egor'evskij rajon (in russo Егорьевский район?) era un rajon dell'Oblast' di Mosca, nella Russia europea, il cui capoluogo era Egor'evsk. Istituito nel 1929, ricopriva una superficie di 1.729 chilometri quadrati.